# 駐芝加哥臺北經濟文化辦事處

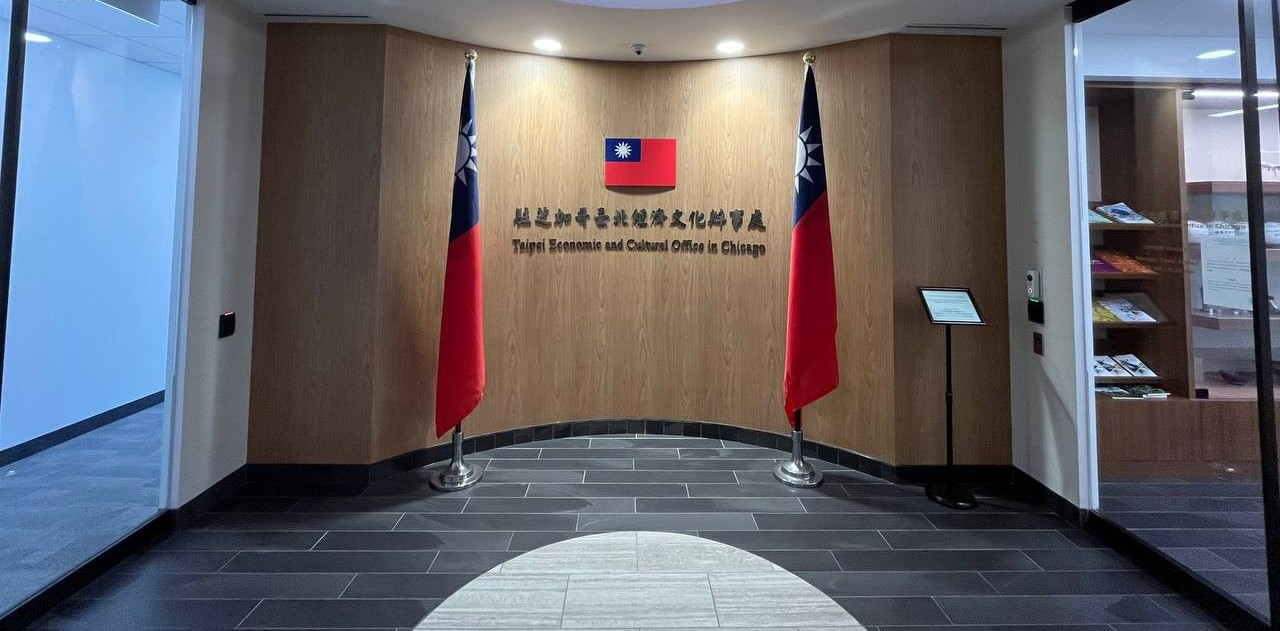
辦事處入口大廳

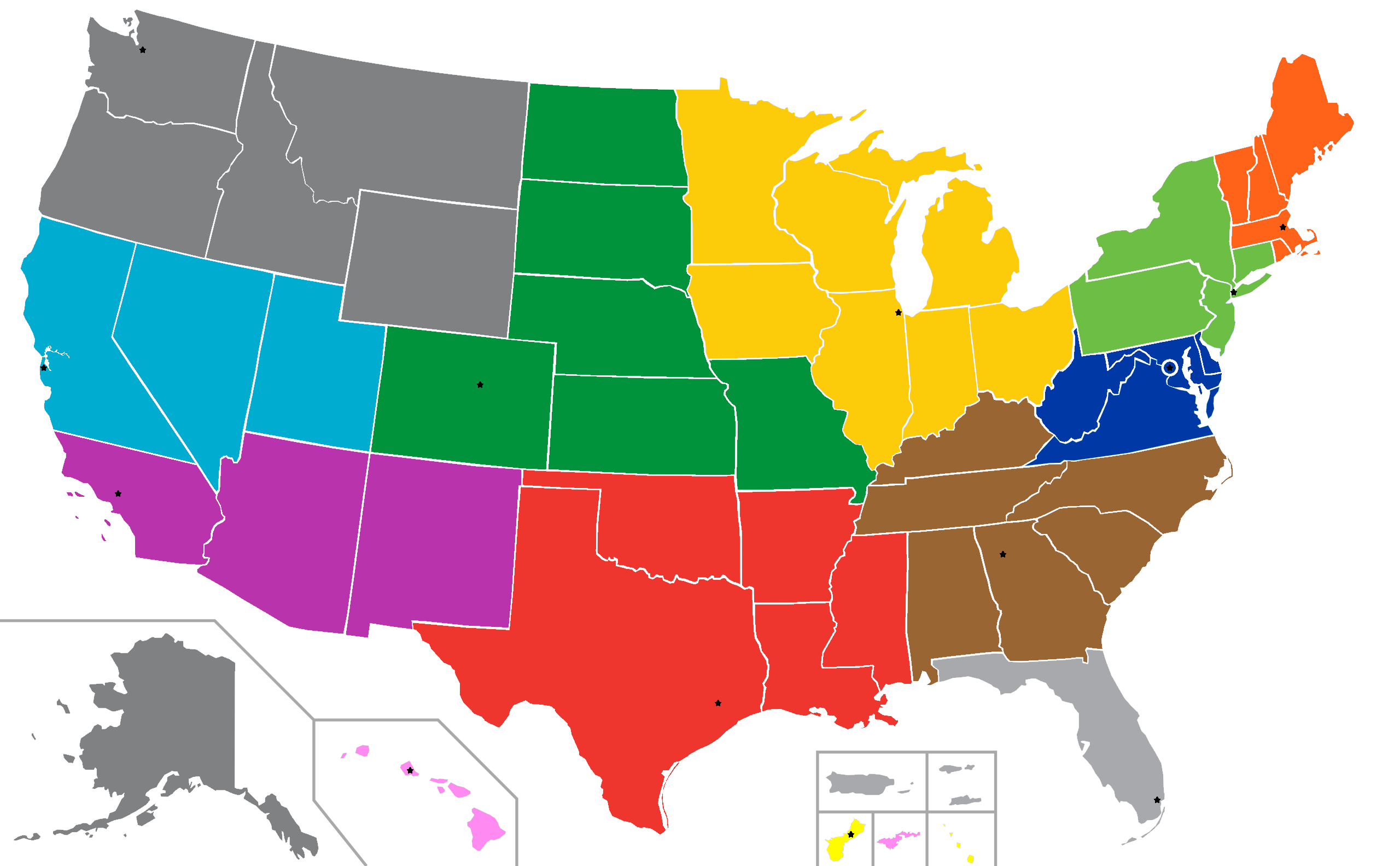
駐芝加哥臺北經濟文化辦事處領事轄區

駐芝加哥臺北經濟文化辦事處（英語：Taipei Economic and Cultural Office in Chicago，簡稱：TECO-Chicago）是中華民國外交部在美國伊利諾州芝加哥的領事館級辦事處。處址原位於慎行廣場二號大廈（Two Prudential Plaza）內。於2017年5月22日遷址到西威克路55號的藍十字藍盾大廈1200室。該辦事處領務轄區為俄亥俄州、密西根州、愛荷華州、印地安納州、伊利諾州、威斯康辛州及明尼蘇達州。

## 歷史
1979年1月1日，中华民国与美国断交。同年2月28日，中華民國駐芝加哥總領事館閉館。3月1日，设立北美事務協調委員會駐芝加哥辦事處。1994年10月10日，更名為駐芝加哥臺北經濟文化辦事處:59。

## 外部連結
- 駐芝加哥臺北經濟文化辦事處 官方網站 （页面存档备份，存于）
- 駐芝加哥臺北經濟文化辦事處 Taipei Economic and Cultural Office in Chicago的Facebook專頁